# Nazionale femminile di pallacanestro del Kazakistan
La nazionale femminile di pallacanestro del Kazakistan è la rappresentativa cestistica del Kazakistan ed è posta sotto l'egida della Federazione cestistica del Kazakistan.

## Piazzamenti

### Campionati asiatici
- 1994 - 6°
- 1995 - 6°
- 1997 - 7°
- 1999 - esclusa dal torneo
- 2001 - 6°

- 2005 - 7°
- 2009 - 9°
- 2011 - 8°
- 2013 - 6°
- 2015 - 9°

- 2017 - 10°
- 2021 - 12°
- 2023 - 14°

### Giochi asiatici
- 1994 - 5°
- 1998 - 5°
- 2014 - 5°
- 2018 - 5°

## Formazioni

### Campionati asiatici
Campionato asiatico femminile di pallacanestro 20014 Šavrina, 5 Morozova, 8 Molčanova, 9 Kondius, 11 Boruch, 12 Kuz'mičeva, 13 Sedova, 14 Solov'ëva, 15 Korotkaja,        All. -
Campionato asiatico femminile di pallacanestro 20054 Abdul'menova, 5 Korotkaja, 6 Sedova, 8 Kučerjavych, 9 Bekbulatova, 11 Arefina, 12 Ševčenko, 13 Chochlova, 14 Chacko, 15 Kuz'mičeva,        All. -
Campionato asiatico femminile di pallacanestro 20094 Volikova, 5 Kučerjavych, 6 Gavriljuk, 7 Procenko, 8 Ivanova, 9 Ališeuskajte, 10 Doc, 12 Jagodkina, 13 Kondrakova, 14 Sedova, 15 Kuz'mičeva,        All. -
Campionato asiatico femminile di pallacanestro 20114 Seregina, 6 Vinokurova, 7 Doc, 8 Kučerjavych, 9 Ališeuskajte, 10 Osipenko, 11 Ivanova, 12 Kurazova, 14 Demidenko, 15 Kondrakova,        All. Tat'jana Kondius
Campionato asiatico femminile di pallacanestro 20134 Gavriljuk, 5 Sedova, 6 Maštakova, 7 Doc, 8 Procenko, 9 Ališeuskajte, 10 Demidenko, 11 Ivanova, 12 Bajdusenova, 13 Vinokurova, 14 Osipenko, 15 Kondrakova,        All. Evgenij Ovsjannikov
Campionato asiatico femminile di pallacanestro 20154 Ovečkina, 5 Karnova, 6 Jakovickaja, 7 Doc, 8 Jagodkina, 9 Musalimova, 10 Abdreupova, 11 Ivanova, 12 Kurazova, 13 Vinokurova, 14 Osipenko, 15 Kondrakova,        All. Evgenij Ovsjannikov
Campionato asiatico femminile di pallacanestro 20172 Abikeeva, 3 Kurazova, 4 Aldanyševa, 6 Kovalevskaja, 7 Jagodkina, 8 Astapenko, 10 Kolesnikova, 11 Ivanova, 12 Begun, 14 Osipenko, 15 Kondrakova,        All. Evgenij Ovsjannikov
Campionato asiatico femminile di pallacanestro 20213 Kurazova, 6 Bagmet, 7 Jagodkina, 8 Astapenko, 9 Alishauskaite, 11 Ilyassova, 12 Yerkebay, 16 Beschastnova, 17 Koroleva, 23 Tutkishova, 44 Otegenova, 99 Mirsagatova, 
Campionato asiatico femminile di pallacanestro 20235 Gavrilyuk, 6 Bagmet, 7 Jagodkina, 8 Astapenko, 9 Alishauskaite, 11 Ivanova, 12 Yerkebay, 13 Bezgodova, 16 Beschastnova, 17 Koroleva, 21 Ilyassova, 77 Kapitonova,        All. Vitaliy Strebkov

### Giochi asiatici
Pallacanestro ai XVII Giochi asiatici4 Karnova, 5 Gavriljuk, 6 Tutkišova, 7 Abdreupova, 8 Begun, 9 Demidenko, 10 Ovečkina, 11 Ivanova, 12 Arzamasceva, 13 Vinokurova, 14 Osipenko, 15 Kondrakova,        All. Evgeniy Ovsyannikov
Pallacanestro ai XVIII Giochi asiatici2 Abikeeva, 3 Kurazova, 5 Gavriljuk, 6 Bagmet, 7 Jagodkina, 8 Astapenko, 10 Kolesnikova, 11 Ivanova, 13 Vinokurova, 15 Kondrakova, 16 Kovalevskaja, 19 Osipenko,        All. Evgenij Ovsjannikov